# Halina Nelken
Halina Nelken (ur. 20 września 1923 w Krakowie, zm. 15 marca 2009 w Brookline) – polska pisarka pochodzenia żydowskiego, badaczka historii sztuki, wykładowca akademicki. Podczas II wojny światowej była więźniarką nazistowskich obozów koncentracyjnych.

## Życiorys
Urodziła się 20 września 1923 w Krakowie. Pochodziła z patriotycznego, zasymilowanego mieszczaństwa żydowskiego: jej dziadek wziął udział w powstaniu styczniowym, a ojciec należał do Legionów Polskich. Nelken uczyła się najpierw w gimnazjum im. Adama Mickiewicza, po czym – ze względu na antysemickie niepokoje – w ostatnim roku przeniosła się do prywatnego gimnazjum im. Hugona Kołłątaja. Należała także do Polskiego Towarzystwa Gimnastycznego „Sokół”.

### Pobyt w getcie krakowskim
20 marca 1941, w wieku 17 lat, wraz z krewnymi trafiła do getta krakowskiego. Prowadziła pamiętnik, który w 1987 został wydany w formie książki. Opisywała w nim niezwykle trudne realia życia mieszkańców getta, między innymi brak jedzenia, ciepłej odzieży i leków. 25 października 1941 zanotowała: „[l]eje mi się do butów. Nie mam rękawiczek ani pończoch”. Zajmowała się różnymi pracami, od opieki nad dziećmi po pracę w fabryce szczotek. Pisała wiersze o codzienności w getcie; niektóre z nich zostały włączone do wydanego pamiętnika. Skrajnie trudne warunki pchnęły ją do nieudanej próby samobójczej (została uratowana przez brata).

### Dalsze losy wojenne
Po likwidacji krakowskiego getta wraz z matką i bratową trafiła do obozu w Płaszowie, następnie do Auschwitz-Birkenau i Ravensbrück. W kolejnych latach była więźniarką obozów w Malechowie i Lipsku. W obozach koncentracyjnych doświadczyła głodu, szykan i licznych okrucieństw.
22 lutego 1947 została przesłuchana w charakterze świadka przed Wojewódzką Żydowską Komisją Historyczną w Krakowie w sprawie Luise Danz – zbrodniarki wojennej, z którą zetknęła się w obozie w Płaszowie. Zeznała między innymi: „Uważam, że jako główna aufseherka była Danz odpowiedzialna za stosunki panujące w obiekcie. A mianowicie: za głód straszliwy, za stosunki zdrowotne (brak mydła), kompletny brak lekarstw, za nieregularne wydawanie obiadów i za szykany, którymi nas dręczyła w barakach. Wszystko to świadczyło o jej nieludzkim charakterze i nienawistnym stosunku do więźniarek”.

## Działalność naukowa i publikacje
Studiowała historię sztuki na Uniwersytecie Jagiellońskim, do 1957 była kustoszką w galerii malarstwa Muzeum Narodowego w Krakowie. Następnie była dyrektorką Muzeum w Gliwicach (1957–1958). Opatrzyła wstępem publikację Jan Matejko. Wspomnienia rodzinne autorstwa Stanisławy Serafińskiej wydaną w 1955 roku przez Wydawnictwo Literackie.
W 1958 przeprowadziła się do Wiednia, gdzie pracowała jako asystentka w Akademii Sztuk Pięknych. Od 1960 aż do śmierci w 2009 mieszkała w Stanach Zjednoczonych, gdzie pracowała w Fogg Museum przy Uniwersytecie Harvarda. W latach 1966–1980 była związana z uniwersytetem w Medford, gdzie wykładała historię sztuki i historię Polski.
Jej zainteresowania naukowe koncentrowały się głównie wokół historii sztuki polskiej oraz motywów żydowskich w sztuce polskiej. W 1986 w Uniwersytecie Brandeisa zorganizowała wystawę judaików, którą później pokazano także w Muzeum Narodowym w Krakowie. Badała również sztukę ludową krajów afrykańskich. W tym celu jako wolontariuszka International Executive Service Corps dwukrotnie wyjeżdżała do Malawi i Zimbabwe.
W 1987 nakładem Polskiego Funduszu Wydawniczego w Kanadzie wydała w Toronto książkę Pamiętnik z getta w Krakowie. Publikacja zawiera wiersze i treść dziennika, który Nelken prowadziła jako nastolatka podczas okupacji w krakowskim getcie. W 1991 opublikowała pracę naukową poświęconą motywom żydowskim w malarstwie polskim, wydaną pod tytułem Images of a Lost World. Jewish Motifs in Polish Painting, 1770–1945 przez Instytut Studiów Polsko-Żydowskich w Oksfordzie. W 1999, nakładem University of Massachusetts Press, wydała książkę And Yet, I Am Here!, poświęconą wspomnieniom wojennym.

## Upamiętnienie
Muzeum Historyczne Miasta Krakowa przygotowało publikację edukacyjną Śladami nastolatki. Krakowskie getto we wspomnieniach Haliny Nelken. W 2011 roku Stowarzyszenie Podgorze.pl organizowało w Krakowie spacery edukacyjne po terenie byłego getta krakowskiego, śladami miejsc opisanych w pamiętniku Nelken.